# Die Tochter des Samurai

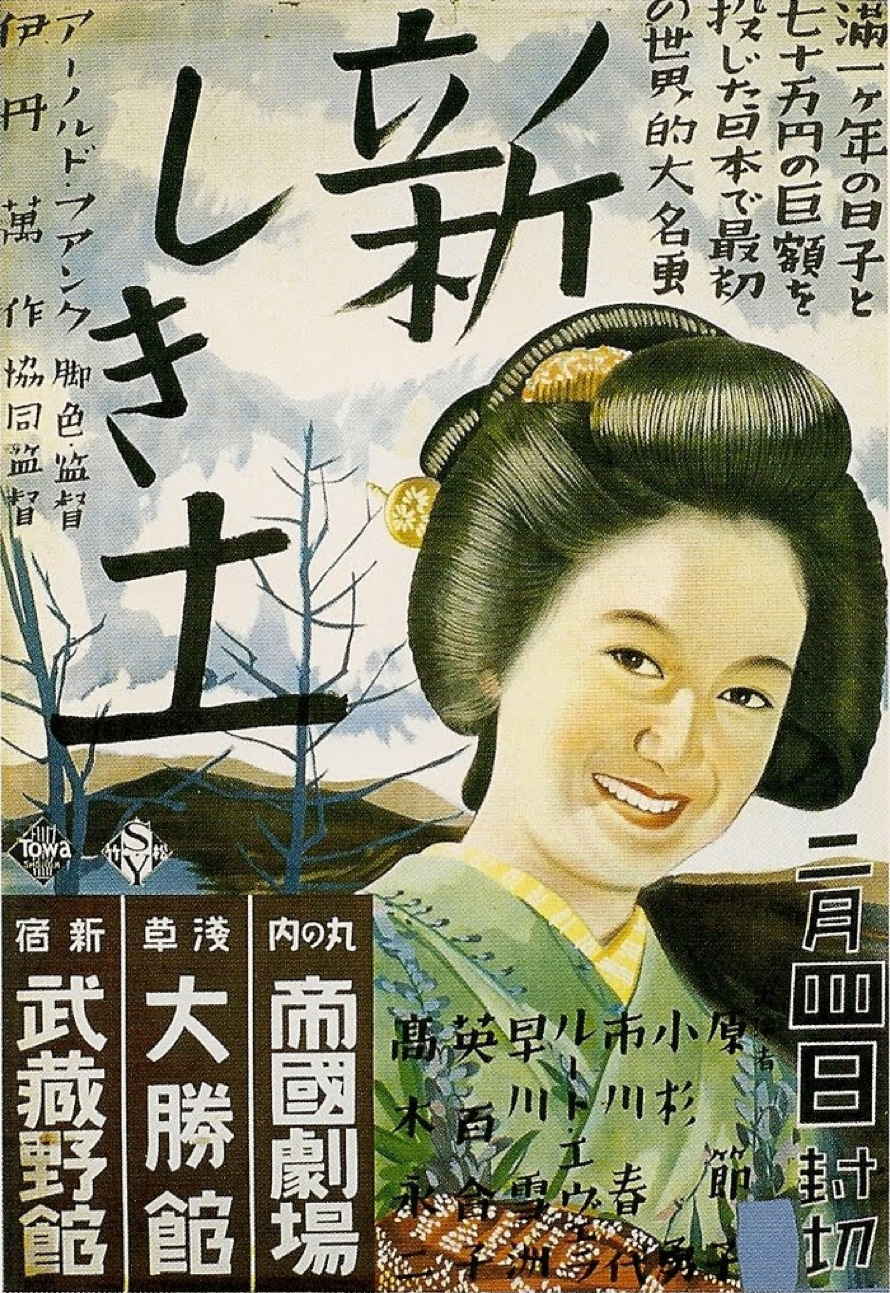
Japanisches Filmposter mit Setsuko Hara

Die Tochter des Samurai ist ein deutsch-japanischer Spielfilm aus dem Jahre 1937 mit Sessue Hayakawa in einer der Hauptrollen. Regie führte Arnold Fanck.

## Handlung

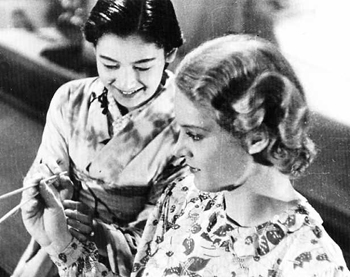
Filmszene mit Setsuko Hara (links) und Ruth Eweler

Der junge Japaner Teruo Yamato hat acht Jahre lang in Deutschland studiert, nun kehrt er in die Heimat zurück. Diese Zeit in der Fremde hat Spuren bei ihm hinterlassen, viele der im Westen kennengelernten Werte möchte er nicht mehr missen. Als erstes sichtbares Zeichen seiner Emanzipation ist er nicht mehr länger bereit, sich den Wünschen der Familie zu beugen und, wie vorgesehen, Mitsuko, die Tochter seines Adoptivvaters, des angesehenen und wohlhabenden Samurais Iwao Yamato, zu heiraten. Vielmehr soll ihm die Liebe den Weg in die Ehe weisen. Auf der Heimreise nach Japan lernt Teruo die aparte blonde Deutsche Gerda kennen. Beide verstehen sich auf Anhieb, und die Deutsche rät dem Japaner, sich nicht gegen die alten Traditionen aufzulehnen, zumal er in der Schuld seines Adoptivvaters, der ihm sein Studium in Deutschland finanziert hatte, stehe.
Teruo wird von seiner Braut in spe und ihrem Vater Iwao, dem Samurai, in Tokio vom Bahnhof abgeholt. Während Mitsuko, die ihr gesamtes Leben auf diesen Tag der arrangierten Eheschließung hingefiebert hat, freudig erregt ist, benimmt sich Teruo, voller Zweifel, ob auf einer Ehe mit dieser ihm fremd gewordenen Frau ein Segen liegen könne, schroff und abweisend. Teruo versucht vielmehr, den Familienrat dahingehend zu bewegen, die einstige Adoption durch den altehrwürdigen Samurai rückgängig zu machen, um sich so dieser ungewollten Ehe zu entziehen. Obwohl zutiefst von Teruos ihr ehrlos erscheinendem Verhalten enttäuscht, lässt sich die in ihrer konventionenbehafteten Erziehung gefangene Mitsuko zu keiner Unmutsäußerung hinreißen und wahrt, still leidend, Haltung.
Im Laufe der Wochen reift auch in Teruo die Erkenntnis, dass die alten Gesetze und Konventionen, die die japanische Gesellschaft im Innersten zusammenhalten, durchaus ihre Berechtigung haben. Nach dem Besuch bei seinen leiblichen Eltern – sein Vater schuftet als verarmter Reisbauer auf dem Feld – hat Teruo eine Entscheidung getroffen. Doch Mitsuko will nicht, dass ihr Zukünftiger sie einzig aus Pflichtgefühl heiratet. Sie nimmt ihren edlen Hochzeitskimono und besteigt den nahe gelegenen Krater des seit geraumer Zeit unruhig rumorenden Vulkans, um sich in selbstmörderischer Absicht vom Kraterrand in die brodelnde Tiefe zu stürzen. Teruo eilt ihr nach, um in letzter Minute ein schreckliches Unglück zu verhindern. Den Abgrund vor Augen, finden die beiden jungen Menschen zueinander und wissen nun, dass sie ihr Leben als Ehepaar gemeinsam bestreiten wollen. Mitsukos Schwangerschaft gibt der Verbindung schließlich ihre endgültige Legitimation.

## Produktionsnotizen und Hintergründe
Auf Einladung des japanischen Kultusministeriums brach Regisseur Fanck im Frühjahr 1936 mit einer kleinen Crew, bestehend aus seinen Kameraleuten Richard Angst, Walter Riml und dem diesen beiden assistierenden Hannes Staudinger sowie der Schauspielerin Ruth Eweler und dem Aufnahmeleiter Karl Buchholz nach Japan auf, um dort vor Ort Die Tochter des Samurai zu drehen. Alle anderen Beteiligten bei den Dreharbeiten waren Japaner. Die Welturaufführung war am 3. Februar 1937 in Tokio, die deutsche Erstaufführung am 23. März 1937 im Berliner Capitol am Zoo. Noch im selben Jahr lief der Film auch in Dänemark und Finnland an. In Japan wurde Die Tochter des Samurai, der dort Atarashiki Tsuchi (新しき土, wörtlich: „Neue Erde“) hieß, 2012 erneut veröffentlicht.
Die Tochter des Samurai war die erste deutsch-japanische Gemeinschaftsproduktion der Filmgeschichte. In mehreren Szenen spiegelt er die politische Situation des Jahres 1936 wider. Japan und Deutschland hatten soeben den vor allem gegen die Sowjetunion gerichteten Antikominternpakt unterzeichnet, und in einer Szene wird diese sich anbahnende Allianz, die sich im Zweiten Weltkrieg zur Waffenbrüderschaft ausreifen sollte, mehr als deutlich. Gegenüber der Deutschen Ruth Eweler deklamiert der Japaner Sessue Hayakawa angesichts düsteren Vulkangrollens im Hintergrund folgende Worte: „Es weht ein gefährlicher Sturm über die Erde. Für euch kommt er vom Osten, für uns bläst er vom Westen.“
Die Zusammenarbeit beider Achsenmächte im Krieg führte dazu, dass der Film 1942/43 unter dem Titel Die Liebe der Mitsu erneut in die deutschen Kinos gebracht wurde. Zu diesem Zeitpunkt wurde im Vorspann expressis verbis auf die deutsch-japanische Waffenbrüderschaft hingewiesen.
Von den japanischen Darstellern war lediglich Sessue Hayakawa international bekannt, seitdem er sich zu Stummfilmzeiten in Hollywood einen Namen gemacht hatte. Hayakawa spricht, wie seine zentralen japanischen Kollegen, seinen Text auch auf Deutsch.
Da in mehreren Passagen jedoch japanisch gesprochen wird, besitzt Die Tochter des Samurai auch deutsche Untertitel. Eine japanische Version des Films wurde von Mansaku Itami hergestellt.
Der Film erhielt im Deutschen Reich das Prädikat „Staatspolitisch und künstlerisch wertvoll“. Die alliierten Militärbehörden verboten angesichts der deutsch-japanischen Kriegsallianz Die Tochter des Samurai 1945 augenblicklich.
Arnold Fanck nutzte seinen Aufenthalt in Japan für die Herstellung einer Reihe von kurzen Dokumentarfilmen. So entstanden unter seiner Regie 1936 die Produktionen Kaiserbauten in Fernost, Winterreise durch Südmandschurien, Reis und Holz im Lande des Mikado, Frühling in Japan, Japans heiliger Vulkan, In einer chinesischen Stadt und Bilder von Japans Küsten. All diese nur 11 bis 14 Minuten langen Filme wurden im Deutschen Reich zwischen 1938 und 1944 gezeigt. Fancks mitgereister zweijähriger Sohn Hans-Joachim stand im Mittelpunkt des gleichfalls dort gedrehten 28-minütigen Kurzfilms Hänschen klein.
Fancks Chefkameramann Richard Angst blieb nach Ende der Dreharbeiten noch eine Weile in Japan und fotografierte auch eine abendfüllende staatliche Dokumentation namens Das Lied der Kameraden im Auftrag des Tokioter Marineministeriums: eine Lobpreisung der japanischen Flussbootflottille auf dem chinesischen Huangpu. Dieser im Januar 1939 in Japan uraufgeführte Film wurde im März 1939 in einer Sondervorführung auch in Berlin gezeigt.

## Rezeption
„Obwohl nur ein einfacher Spielfilm, war ‚Die Tochter des Samurai‘ ein merkwürdiges politisches Dokument, das das Klima der politischen (und rassischen) Verhältnisse zwischen dem Dritten Reich und Japan wahrheitsgetreu schilderte. Der Film zeigte die Liebe eines jungen Japaners, Absolvent einer deutschen Hochschule (hier bot sich die Gelegenheit, die hervorragende Rolle des deutschen Hochschulwesens zu zeigen), zu einem deutschen Mädchen, mit dem er sein Leben verbinden wollte, obwohl er in Japan seine Braut, die Tochter des Samurai, zurückgelassen hatte. Im Endresultat siegte jedoch die Liebe der stolzen Japanerin, was zugleich den Realisatoren  des Films die Gelegenheit gab, gewandt den ‚Rassenkonflikt‘ zu vermeiden. Der junge Japaner fuhr endlich in die Mandschurei, um dort seinem Vaterland zu dienen.“